# CCL7
CCL7, hemokin (C-C motiv) ligand 7 je mali citokin. Ovaj hemokin se ranije zvao monocit-specifični hemokin 3 (MCP3). Pošto CCL7 poseduje dva susedna N-terminalna cisteinska ostatka u svom završnom obliku, on je klasifikovan u potfamiliju hemokina poznatih kao CC hemokini. CCL7 specifično privlači monocite, i reguliše makrofagne funkcije. Njega proizvode određene tumorske ćelijske linije i makrofage. Ovaj hemokin je lociran na hromozomu 17 kod ljudi, u velikom klasteru koji sadrži mnoge druge CC hemokine. On je srodan sa hemokinom CCL2 (koji se ranije zvao MCP1).

## Interakcije
Za CCL7 je bilo pokazano da interaguje sa MMP2.

## Literatura
- Menten P, Wuyts A, Van Damme J (2002). „Monocyte chemotactic protein-3.”. Eur. Cytokine Netw. 12 (4): 554—60. PMID 11781181.
- Van Damme J, Proost P, Lenaerts JP, Opdenakker G (1992). „Structural and functional identification of two human, tumor-derived monocyte chemotactic proteins (MCP-2 and MCP-3) belonging to the chemokine family.”. J. Exp. Med. 176 (1): 59—65. PMC 2119277 . PMID 1613466. doi:10.1084/jem.176.1.59.
- Ben-Baruch A; Xu L; Young PR (1995). „Monocyte chemotactic protein-3 (MCP3) interacts with multiple leukocyte receptors. C-C CKR1, a receptor for macrophage inflammatory protein-1 alpha/Rantes, is also a functional receptor for MCP3.”. J. Biol. Chem. 270 (38): 22123—8. PMID 7545673.
- Opdenakker G; Fiten P; Nys G (1994). „The human MCP-3 gene (SCYA7): cloning, sequence analysis, and assignment to the C-C chemokine gene cluster on chromosome 17q11.2-q12.”. Genomics. 21 (2): 403—8. PMID 7916328. doi:10.1006/geno.1994.1283.
- Minty A; Chalon P; Guillemot JC (1993). „Molecular cloning of the MCP-3 chemokine gene and regulation of its expression.”. Eur. Cytokine Netw. 4 (2): 99—110. PMID 8318676.
- Opdenakker G; Froyen G; Fiten P (1993). „Human monocyte chemotactic protein-3 (MCP-3): molecular cloning of the cDNA and comparison with other chemokines.”. Biochem. Biophys. Res. Commun. 191 (2): 535—42. PMID 8461011. doi:10.1006/bbrc.1993.1251.
- Combadiere C; Ahuja SK; Van Damme J (1996). „Monocyte chemoattractant protein-3 is a functional ligand for CC chemokine receptors 1 and 2B.”. J. Biol. Chem. 270 (50): 29671—5. PMID 8530354. doi:10.1074/jbc.270.50.29671.
- Power CA, Clemetson JM, Clemetson KJ, Wells TN (1996). „Chemokine and chemokine receptor mRNA expression in human platelets.”. Cytokine. 7 (6): 479—82. PMID 8580362. doi:10.1006/cyto.1995.0065.
- Daugherty BL; Siciliano SJ; DeMartino JA (1996). „Cloning, expression, and characterization of the human eosinophil eotaxin receptor.”. J. Exp. Med. 183 (5): 2349—54. PMC 2192548 . PMID 8642344. doi:10.1084/jem.183.5.2349.
- Kim KS, Rajarathnam K, Clark-Lewis I, Sykes BD (1996). „Structural characterization of a monomeric chemokine: monocyte chemoattractant protein-3.”. FEBS Lett. 395 (2-3): 277—82. PMID 8898111. doi:10.1016/0014-5793(96)01024-1.
- Meunier S; Bernassau JM; Guillemot JC (1997). „Determination of the three-dimensional structure of CC chemokine monocyte chemoattractant protein 3 by 1H two-dimensional NMR spectroscopy.”. Biochemistry. 36 (15): 4412—22. PMID 9109648. doi:10.1021/bi9627929.
- Polentarutti N; Introna M; Sozzani S (1997). „Expression of monocyte chemotactic protein-3 in human monocytes and endothelial cells.”. Eur. Cytokine Netw. 8 (3): 271—4. PMID 9346360.
- Bonini JA; Martin SK; Dralyuk F (1997). „Cloning, expression, and chromosomal mapping of a novel human CC-chemokine receptor (CCR10) that displays high-affinity binding for MCP-1 and MCP-3.”. DNA Cell Biol. 16 (10): 1249—56. PMID 9364936. doi:10.1089/dna.1997.16.1249.
- Nibbs RJ; Wylie SM; Yang J (1998). „Cloning and characterization of a novel promiscuous human beta-chemokine receptor D6.”. J. Biol. Chem. 272 (51): 32078—83. PMID 9405404. doi:10.1074/jbc.272.51.32078.
- Wang JM; Ueda H; Howard OM (1998). „HIV-1 envelope gp120 inhibits the monocyte response to chemokines through CD4 signal-dependent chemokine receptor down-regulation.”. J. Immunol. 161 (8): 4309—17. PMID 9780207.
- Albini A; Ferrini S; Benelli R (1998). „HIV-1 Tat protein mimicry of chemokines.”. Proc. Natl. Acad. Sci. U.S.A. 95 (22): 13153—8. PMC 23742 . PMID 9789057. doi:10.1073/pnas.95.22.13153.
- Rabin RL; Park MK; Liao F (1999). „Chemokine receptor responses on T cells are achieved through regulation of both receptor expression and signaling.”. J. Immunol. 162 (7): 3840—50. PMID 10201901.
- Wedemeyer J; Lorentz A; Göke M (1999). „Enhanced production of monocyte chemotactic protein 3 in inflammatory bowel disease mucosa.”. Gut. 44 (5): 629—35. PMC 1727483 . PMID 10205198.
- Blanpain C; Migeotte I; Lee B (1999). „CCR5 binds multiple CC-chemokines: MCP-3 acts as a natural antagonist.”. Blood. 94 (6): 1899—905. PMID 10477718.
- Jordan NJ; Kolios G; Abbot SE (1999). „Expression of functional CXCR4 chemokine receptors on human colonic epithelial cells.”. J. Clin. Invest. 104 (8): 1061—9. PMC 408573 . PMID 10525044. doi:10.1172/JCI6685.